# Colli Euganei
Colli Euganei o Muntanyes Euganes (reben el nom de la tribu eugans) són un grup de turons (en italià:colline) d'origen volcànic que sorgiren a la plana padana del nord d'Itàlia a pocs quilòmetres al sud-oest de Pàdua. Les Colli Euganei són el primer parc nacional de la regió del Vèneto des de 1989. Fan uns 20 km de llargada i 10 km d'amplada, amb una superfície de 186,94 km². El punt més alt, Monte Venda, fa 603 metres. Els Colli Euganei van néixer per erupció submarina de lava basàltica durant el període Eocè seguida durant l'Oligocè de magma viscós. És notable la presència d'una raça particular de tortuga Emys orbicularis. La flora de les muntanyes Euganes es caracteritza per molta diversitat d'espècies que s'explica per la diversitat de composició del terreny, la morfologia singular i accidentada del relleu, el microclima, l'aïllament del grup muntanyenc i el cicle de glaciacions. Presenta:
- Màquia mediterrània : amb arbusts amb prevalença dels de fulla persistent com l'arboç, el bruc arbori, la noguerola, ginesta i espàrrecs. Hi ha figueres de moro (Opuntia) introduïdes.
- Zones de prat: a la part meridional del parc sobre sòls calcaris amb arbust com l'aranyoner, l'arç (Crataegus) i els ginebres.
- Bosc de castanyers: a l'obaga en terrenys silicis profunds.
- Bosc termòfil de Quercus: cobreix part de la solana en terreny sec i poc profund i calcari.
- Bosquina de Robinia pseudoacacia: és una vegetació introduïda que substitueix el bosc de castanyers. Presenta també saücs.